# Seznam dílů seriálu The 100
Toto je seznam dílů seriálu The 100. Americký televizní seriál The 100 je postapokalyptické drama natočené podle stejnojmenné knižní předlohy Kass Morganové. Příběh sleduje skupinu mladých lidí, kteří se jako první vrátí z vesmírné stanice na Zemi po zničení civilizace nukleární válkou. Seriál vysílala v letech 2014–2020 stanice The CW, celkem vzniklo v sedmi řadách 100 dílů seriálu.

## Přehled řad
| Řada | Díly | Premiéra v USA  | Premiéra v USA  |
| Řada | Díly | První díl       | Poslední díl    |
| ---- | ---- | --------------- | --------------- |
| 1    | 13   | 19. března 2014 | 11. června 2014 |
| 2    | 16   | 22. října 2014  | 11. března 2015 |
| 3    | 16   | 21. ledna 2016  | 19. května 2016 |
| 4    | 13   | 1. února 2017   | 24. května 2017 |
| 5    | 13   | 24. dubna 2018  | 7. srpna 2018   |
| 6    | 13   | 30. dubna 2019  | 6. srpna 2019   |
| 7    | 16   | 20. května 2020 | 30. září 2020   |

## Seznam dílů

### První řada (2014)
| Č. v seriálu | Č. v řadě | Původní název             | Režie          | Scénář                                                 | Premiéra v USA  |
| ------------ | --------- | ------------------------- | -------------- | ------------------------------------------------------ | --------------- |
| 1            | 1         | Pilot                     | Bharat Nalluri | Jason Rothenberg                                       | 19. března 2014 |
| 2            | 2         | Earth Skills              | Dean White     | Jason Rothenberg                                       | 26. března 2014 |
| 3            | 3         | Earth Kills               | Dean White     | Elizabeth Craft a Sarah Fain                           | 2. dubna 2014   |
| 4            | 4         | Murphy's Law              | P. J. Pesce    | T. J. Brady a Rasheed Newson                           | 9. dubna 2014   |
| 5            | 5         | Twilight's Last Gleaming  | Milan Cheylov  | Bruce Miller                                           | 16. dubna 2014  |
| 6            | 6         | His Sister's Keeper       | Wayne Rose     | Tracy Bellomo a Dorothy Fortenberry                    | 23. dubna 2014  |
| 7            | 7         | Contents Under Pressure   | John Showalter | Akela Cooper a Kira Snyder                             | 30. dubna 2014  |
| 8            | 8         | Day Trip                  | Matt Barber    | námět: Andrei Haq scénář: Elizabeth Craft a Sarah Fain | 7. května 2014  |
| 9            | 9         | Unity Day                 | John Behring   | Kim Shumway a Kira Snyder                              | 14. května 2014 |
| 10           | 10        | I Am Become Death         | Omar Madha     | T. J. Brady a Rasheed Newson                           | 21. května 2014 |
| 11           | 11        | The Calm                  | Mairzee Almas  | Bruce Miller                                           | 28. května 2014 |
| 12           | 12        | We Are Grounders (Part 1) | Dean White     | Tracy Bellmo a Akela Cooper                            | 4. června 2014  |
| 13           | 13        | We Are Grounders (Part 2) | Dean White     | Jason Rothenberg                                       | 11. června 2014 |

### Druhá řada (2014–2015)
| Č. v seriálu | Č. v řadě | Původní název                  | Režie             | Scénář                         | Premiéra v USA     |
| ------------ | --------- | ------------------------------ | ----------------- | ------------------------------ | ------------------ |
| 14           | 1         | The 48                         | Dean White        | Jason Rothenberg               | 22. října 2014     |
| 15           | 2         | Inclement Weather              | John F. Showalter | Michael Angeli                 | 29. října 2014     |
| 16           | 3         | Reapercussions                 | Dean White        | Aaron Ginsburg a Wade McIntyre | 5. listopadu 2014  |
| 17           | 4         | Many Happy Returns             | P. J. Pesce       | Kim Shumway                    | 12. listopadu 2014 |
| 18           | 5         | Human Trials                   | Ed Fraiman        | Charlie Craig                  | 19. listopadu 2014 |
| 19           | 6         | Fog of War                     | Steven DePaul     | Kira Snyder                    | 3. prosince 2014   |
| 20           | 7         | Long Into an Abyss             | Antonio Negret    | James Thorpe                   | 10. prosince 2014  |
| 21           | 8         | Spacewalker                    | John F. Showalter | Bruce Miller                   | 17. prosince 2014  |
| 22           | 9         | Remember Me                    | Omar Madha        | Dorothy Fortenberry            | 21. ledna 2015     |
| 23           | 10        | Survival of the Fittest        | Dean White        | Akela Cooper                   | 28. ledna 2015     |
| 24           | 11        | Coup de Grace                  | P. J. Pesce       | Charlie Craig                  | 4. února 2015      |
| 25           | 12        | Rubicon                        | Mairzee Almas     | Aaron Ginsburg a Wade McIntyre | 11. února 2015     |
| 26           | 13        | Resurrection                   | Dean White        | Bruce Miller                   | 18. února 2015     |
| 27           | 14        | Bodyguard of Lies              | Uta Briesewitz    | Kim Shumway                    | 25. února 2015     |
| 28           | 15        | Blood Must Have Blood (Part 1) | Omar Madha        | Aaron Ginsburg a Wade McIntyre | 4. března 2015     |
| 29           | 16        | Blood Must Have Blood (Part 2) | Dean White        | Jason Rothenberg               | 11. března 2015    |

### Třetí řada (2016)
| Č. v seriálu | Č. v řadě | Původní název                   | Režie             | Scénář                                     | Premiéra v USA  |
| ------------ | --------- | ------------------------------- | ----------------- | ------------------------------------------ | --------------- |
| 30           | 1         | Wanheda (Part 1)                | Dean White        | Jason Rothenberg                           | 21. ledna 2016  |
| 31           | 2         | Wanheda (Part 2)                | Dean White        | Aaron Ginsburg a Wade McIntyre             | 28. ledna 2016  |
| 32           | 3         | Ye Who Enter Here               | Antonio Negret    | Kim Shumway                                | 4. února 2016   |
| 33           | 4         | Watch the Thrones               | Ed Fraiman        | Dorothy Fortenberry                        | 11. února 2016  |
| 34           | 5         | Hakeldama                       | Tim Scanlan       | Charlie Craig                              | 18. února 2016  |
| 35           | 6         | Bitter Harvest                  | Dean White        | Kira Snyder                                | 25. února 2016  |
| 36           | 7         | Thirteen                        | Dean White        | Javier Grillo-Marxauch                     | 3. března 2016  |
| 37           | 8         | Terms and Conditions            | John F. Showalter | Charlie Craig                              | 10. března 2016 |
| 38           | 9         | Stealing Fire                   | Uta Briesewitz    | Heidi Cole McAdams                         | 31. března 2016 |
| 39           | 10        | Fallen                          | Matt Barber       | Charmaine DeGraté a Javier Grillo-Marxuach | 7. dubna 2016   |
| 40           | 11        | Nevermore                       | Ed Fraiman        | Kim Shumway                                | 14. dubna 2016  |
| 41           | 12        | Demons                          | P. J. Pesce       | Justine Juel Gillmer                       | 21. dubna 2016  |
| 42           | 13        | Join or Die                     | Dean White        | Julie Benson a Shawna Benson               | 28. dubna 2016  |
| 43           | 14        | Red Sky at Morning              | P. J. Pesce       | Lauren Muir a Kira Snyder                  | 5. května 2016  |
| 44           | 15        | Perverse Instantiation (Part 1) | Ed Fraiman        | Aaron Ginsburg a Wade McIntyre             | 12. května 2016 |
| 45           | 16        | Perverse Instantiation (Part 2) | Dean White        | Jason Rothenberg                           | 19. května 2016 |

### Čtvrtá řada (2017)
| Č. v seriálu | Č. v řadě | Původní název        | Režie             | Scénář                             | Premiéra v USA  |
| ------------ | --------- | -------------------- | ----------------- | ---------------------------------- | --------------- |
| 46           | 1         | Echoes               | Dean White        | Jason Rothenberg                   | 1. února 2017   |
| 47           | 2         | Heavy Lies the Crown | Ed Fraiman        | Justine Juel Gillmer               | 8. února 2017   |
| 48           | 3         | The Four Horsemen    | P. J. Pesce       | Heidi Cole McAdams                 | 15. února 2017  |
| 49           | 4         | A Lie Guarded        | Ian Samoil        | Kim Shumway                        | 22. února 2017  |
| 50           | 5         | The Tinder Box       | John F. Showalter | Morgan Gendel                      | 1. března 2017  |
| 51           | 6         | We Will Rise         | Dean White        | Charmaine DeGraté                  | 15. března 2017 |
| 52           | 7         | Gimme Shelter        | Tim Scanlan       | Terri Hughes Burton a Ron Milbauer | 22. března 2017 |
| 53           | 8         | God Complex          | Omar Madha        | Lauren Muir                        | 29. března 2017 |
| 54           | 9         | DNR                  | Mairzee Almas     | Miranda Kwok                       | 26. dubna 2017  |
| 55           | 10        | Die All, Die Merrily | Dean White        | Aaron Ginsburg a Wade McIntyre     | 3. května 2017  |
| 56           | 11        | The Other Side       | Henry Ian Cusick  | Julie Benson a Shawna Benson       | 10. května 2017 |
| 57           | 12        | The Chosen           | Alex Kalymnios    | Aaron Ginsburg a Wade McIntyre     | 17. května 2017 |
| 58           | 13        | Praimfaya            | Dean White        | Jason Rothenberg                   | 24. května 2017 |

### Pátá řada (2018)
| Č. v seriálu | Č. v řadě | Původní název       | Režie            | Scénář                         | Premiéra v USA    |
| ------------ | --------- | ------------------- | ---------------- | ------------------------------ | ----------------- |
| 59           | 1         | Eden                | Dean White       | Jason Rothenberg               | 24. dubna 2018    |
| 60           | 2         | Red Queen           | P. J. Pesce      | Terri Hughes Burton            | 1. května 2018    |
| 61           | 3         | Sleeping Giants     | Tim Scanlan      | Aaron Ginsburg a Wade McIntyre | 8. května 2018    |
| 62           | 4         | Pandora's Box       | Dean White       | Charmaine DeGraté              | 15. května 2018   |
| 63           | 5         | Shifting Sands      | Omar Madha       | Nick Bragg                     | 22. května 2018   |
| 64           | 6         | Exit Wounds         | Michael Blundell | Drew Lindo                     | 5. června 2018    |
| 65           | 7         | Acceptable Losses   | Mairzee Almas    | Jeff Vlaming                   | 19. června 2018   |
| 66           | 8         | How We Get to Peace | Antonio Negret   | Lauren Muir                    | 26. června 2018   |
| 67           | 9         | Sic Semper Tyrannis | Ian Samoil       | Miranda Kwok                   | 10. července 2018 |
| 68           | 10        | The Warriors Will   | Henry Ian Cusick | Julie Benson a Shawna Benson   | 17. července 2018 |
| 69           | 11        | The Dark Year       | Alex Kalymnios   | Heidi Cole McAdams             | 24. července 2018 |
| 70           | 12        | Damocles (Part 1)   | Dean White       | Justine Juel Gillmer           | 31. července 2018 |
| 71           | 13        | Damocles (Part 2)   | Dean White       | Jason Rothenberg               | 7. srpna 2018     |

### Šestá řada (2019)
| Č. v seriálu | Č. v řadě | Původní název               | Režie            | Scénář            | Premiéra v USA    |
| ------------ | --------- | --------------------------- | ---------------- | ----------------- | ----------------- |
| 72           | 1         | Sanctum                     | Ed Fraiman       | Jason Rothenberg  | 30. dubna 2019    |
| 73           | 2         | Red Sun Rising              | Alex Kalymnios   | Jeff Vlaming      | 7. května 2019    |
| 74           | 3         | The Children of Gabriel     | Dean White       | Drew Lindo        | 14. května 2019   |
| 75           | 4         | The Face Behind the Glass   | Tim Scanlan      | Charmaine DeGraté | 21. května 2019   |
| 76           | 5         | The Gospel of Josephine     | Ian Samoil       | Georgia Lee       | 28. května 2019   |
| 77           | 6         | Memento Mori                | P. J. Pesce      | Alyssa Clark      | 11. června 2019   |
| 78           | 7         | Nevermind                   | Michael Blundell | Kim Shumway       | 18. června 2019   |
| 79           | 8         | The Old Man and the Anomaly | April Mullen     | Miranda Kwok      | 25. června 2019   |
| 80           | 9         | What You Take with You      | Marshall Virtue  | Nikki Goldwaser   | 9. července 2019  |
| 81           | 10        | Matryoshka                  | Amanda Tapping   | Drew Lindo        | 16. července 2019 |
| 82           | 11        | Ashes to Ashes              | Bob Morley       | Charmaine DeGraté | 23. července 2019 |
| 83           | 12        | Adjustment Protocol         | Antonio Negret   | Kim Shumway       | 30. července 2019 |
| 84           | 13        | The Blood of Sanctum        | Ed Fraiman       | Jason Rothenberg  | 6. srpna 2019     |

### Sedmá řada (2020)
| Č. v seriálu | Č. v řadě | Původní název          | Režie            | Scénář             | Premiéra v USA    |
| ------------ | --------- | ---------------------- | ---------------- | ------------------ | ----------------- |
| 85           | 1         | From the Ashes         | Ed Fraiman       | Jason Rothenberg   | 20. května 2020   |
| 86           | 2         | The Garden             | Dean White       | Jeff Vlaming       | 27. května 2020   |
| 87           | 3         | False Gods             | Tim Scanlan      | Kim Shumway        | 3. června 2020    |
| 88           | 4         | Hesperides             | Diana Valentine  | Sean Crouch        | 10. června 2020   |
| 89           | 5         | Welcome to Bardo       | Ian Samoil       | Drew Lindo         | 17. června 2020   |
| 90           | 6         | Nakara                 | P. J. Pesce      | Erica Meredith     | 24. června 2020   |
| 91           | 7         | The Queen's Gambit     | Lindsey Morgan   | Miranda Kwok       | 1. července 2020  |
| 92           | 8         | Anaconda               | Ed Fraiman       | Jason Rothenberg   | 8. července 2020  |
| 93           | 9         | The Flock              | Amyn Kaderali    | Alyssa Clark       | 15. července 2020 |
| 94           | 10        | A Little Sacrifice     | Sherwin Shilati  | Nikki Goldwaser    | 5. srpna 2020     |
| 95           | 11        | Etherea                | Aprill Winney    | Jeff Vlaming       | 12. srpna 2020    |
| 96           | 12        | The Stranger           | Amanda Row       | Blythe Ann Johnson | 19. srpna 2020    |
| 97           | 13        | Blood Giant            | Michael Cliett   | Ross Knight        | 9. září 2020      |
| 98           | 14        | A Sort of Homecoming   | Jessica Harmon   | Sean Crouch        | 16. září 2020     |
| 99           | 15        | The Dying of the Light | Ian Samoil       | Kim Shumway        | 23. září 2020     |
| 100          | 16        | The Last War           | Jason Rothenberg | Jason Rothenberg   | 30. září 2020     |